# Karl Johann Christian Grapengiesser
Karl Johann Christian Grapengiesser (* 1773 in Parchim; † 13. Oktober 1813 in Berlin) war ein deutscher Arzt.

## Leben
Karl Johann Christian Grapengiesser studierte Medizin an den Universitäten in Berlin und Göttingen und erlangte durch die Verteidigung der Abhandlung Dissertatio inauguralis de hydrope plethorico (Göttingen 1795) die medizinische Doktorwürde. Anschließend unternahm er zu seiner weiteren Ausbildung eine Reise durch Deutschland, die Schweiz, Frankreich und Italien. Er verweilte längere Zeit in Wien und Paris und erwarb sich durch seine Tätigkeit in verschiedenen Spitälern insbesondere Kenntnisse in der Chirurgie.
Nach der Heimkehr ließ sich Grapengiesser in seiner Vaterstadt als praktischer Arzt nieder und erregte Aufsehen durch sein neues Verfahren, mittels Galvanismus mehrere Krankheiten zu heilen. Diese Behandlungsmethode suchte er auch durch eine eigene Schrift (Versuch, den Galvanismus zur Heilung einiger Krankheiten anzuwenden, Berlin 1801; 2. Auflage Berlin 1802) zu empfehlen. 1803 wurde er zum Professor ernannt und Mitglied des Collegium medico-chirurgicum in Berlin. Bald danach wurde er Leibarzt des Prinzen Heinrich und später konsultierenden Arzt des preußischen Königs. 1813 war er Chefarzt eines Kriegslazaretts und starb am 13. Oktober desselben Jahres im Alter von 40 Jahren am Typhus, den er sich durch Ansteckung in diesem Lazarett zugezogen hatte.
Von seinen Augenkuren erzählte man sich merkwürdige Beispiele. Seine Versuche, seine ärztliche Kunst auch auf die Heilung der Augenkrankheiten von Tieren auszudehnen, hatten nicht den gehofften Erfolg. So operierte er 1811 ein Pferd wegen Grauen Stars; die Operation geriet auch in Hinsicht des Manuellen, das Pferd sah aber mit dem operierten Auge nichts. Die Pupille hatte sich ganz zusammengezogen; die Iris lag platt und der Bulbus war verkleinert.